# نهر إراموسا
نهر إراموسا (بالإنجليزية: Eramosa River) هو نهر يقع في مقاطعة ويلينغتون، أونتاريو في جنوب غرب أونتاريو. ينبع النهر بالقرب من إيرين، أونتاريو، ويتدفق باتجاه الجنوب الغربي عبر مدينة غويلف، حيث يلتقي بـنهر سبيد، الذي يصب بدوره في نهر غراند في كامبريدج، أونتاريو. ويُعتقد أن اسم النهر مشتق من كلمة بلغة قبائل ميسيسوغاس هي "أُمنيموسا" (um-ne-mo-sah)، والتي تعني "الكلب الأسود" أو "الكلب الميت".

## التاريخ

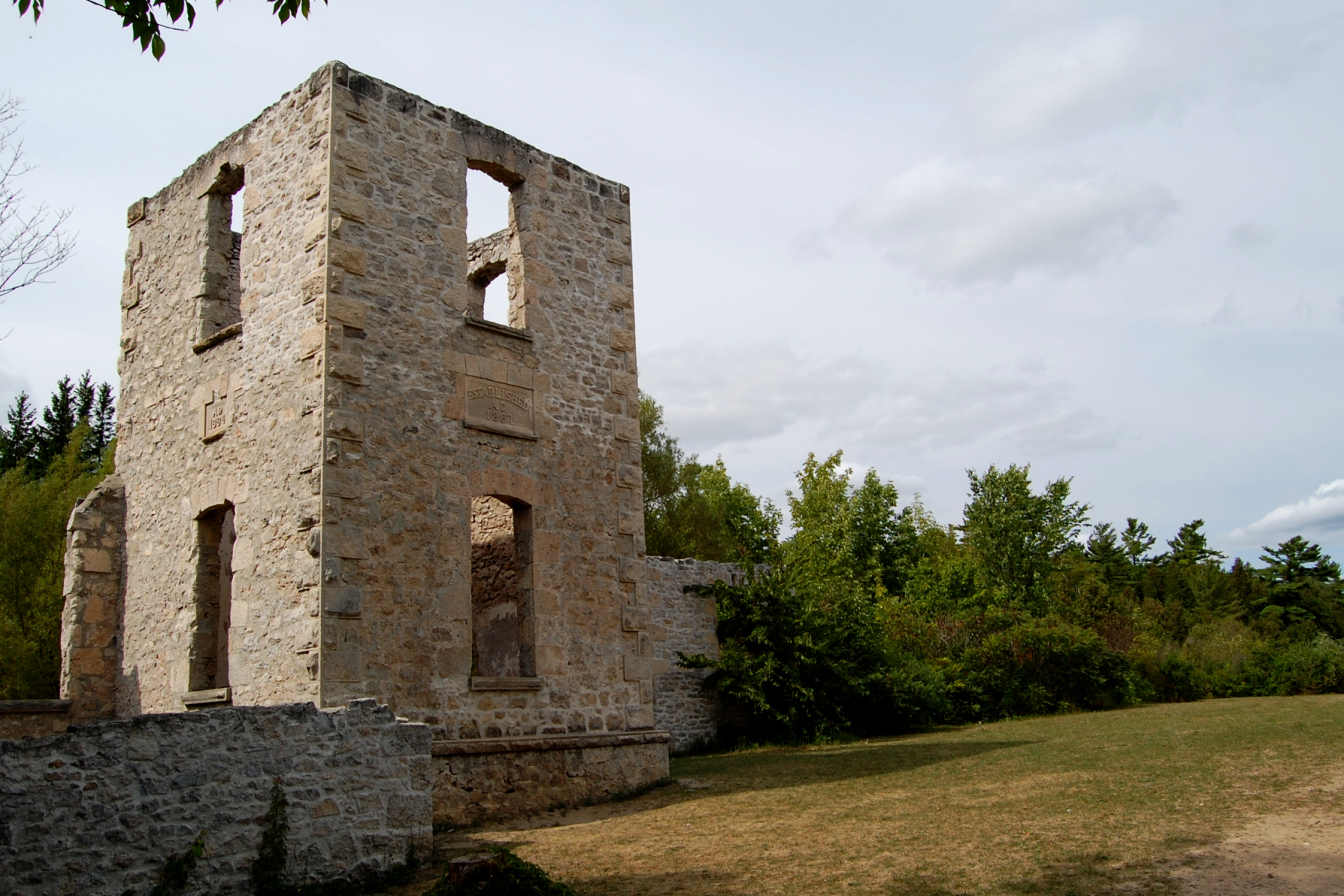
أطلال مصانع هاريس للصوف في روكوود

استقر جون هاريس في منطقة روكوود عام 1821 وقام ببناء أول طاحونة على نهر إراموسا. بعد ذلك، استخدم هاريس ومستوطنون آخرون الحجارة المستخرجة من ضفاف النهر لبناء عشرات الطواحين، بما في ذلك مصانع روكوود للصوف في عام 1867. ومن بين تلك الطواحين، بُنيت أول طاحونة صوف من الخشب ودُمرت في عام 1880 وأُعيد بناؤها مبنى حجريا في عام 1884. لاحقًا، انتقلت الطاحونة إلى استخدام الطاقة البخارية ثم الكهرباء قبل إغلاقها في عام 1925. ومن الجدير بالذكر أنه منذ القرن التاسع عشر، استُخدم نهر إراموسا كموقع للتخلص من القمامة، حيث كان هناك مكب نفايات على طريق يورك في غويلف يعمل على ضفافه حتى أُغلق في أوائل الستينيات، وتمت تغطيته بالتربة وتحويله إلى منتزه حضري.
تأسس نادي غويلف للقوارب في عام 1870 عندما أدى نجاح طاقم باريس كرو من سانت جون إلى جعل رياضة التجديف نشاطًا شائعًا في جميع أنحاء كندا. وبحلول عام 1873، أصبح النهر مركزًا للنشاط المحلي، حيث استضاف موقع يُعرف باسم "بارادايز" (Paradise) مرافق متنوعة مثل الأراجيح ومناطق للنزهات وميدان للرماية.

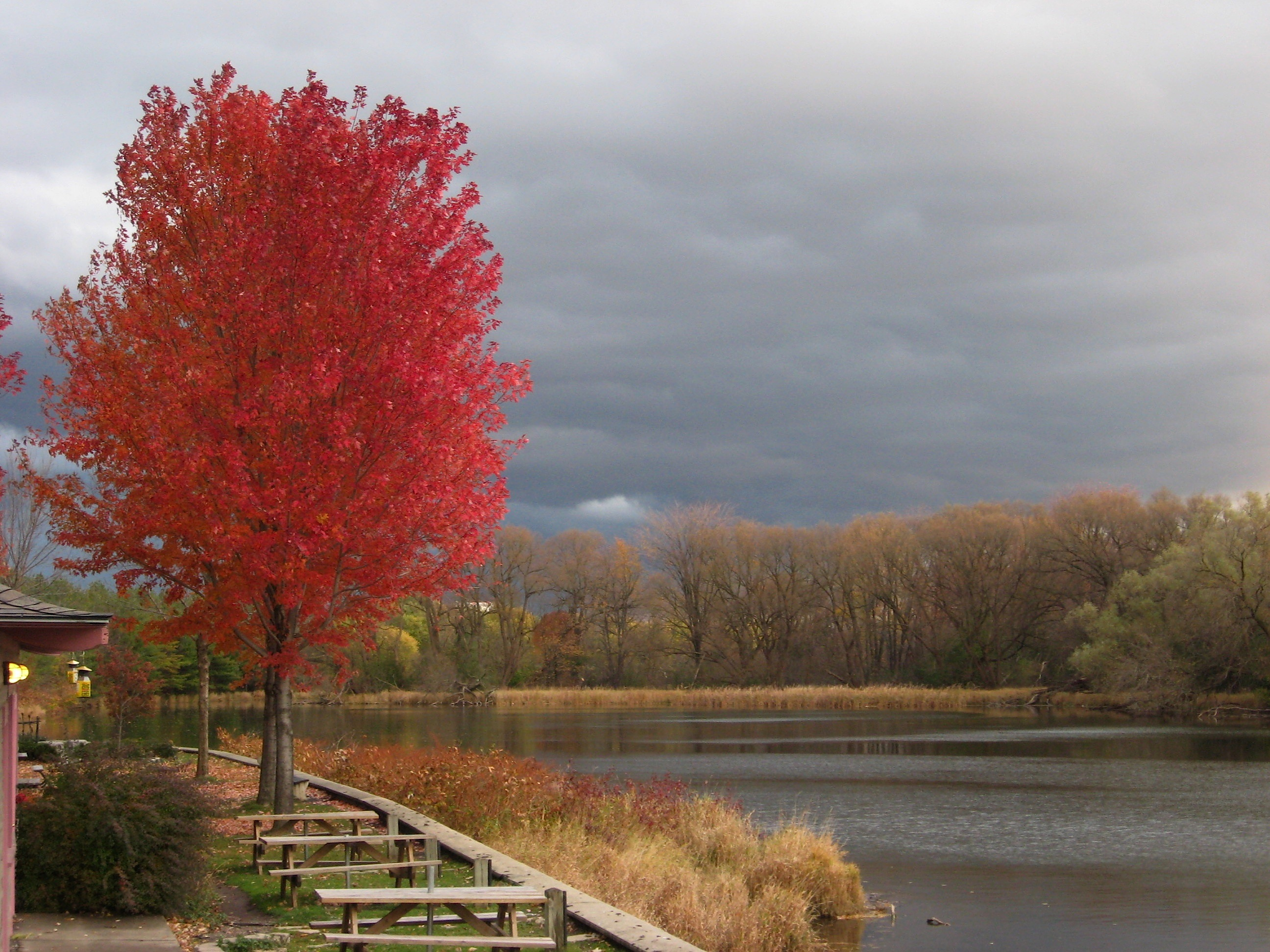
نهر إراموسا عند التقائه بنهر سبيد

وفي سياق آخر، حدد تشارلز أمبروز زافيتز، الأستاذ في كلية أونتاريو الزراعية، منطقة "بارادايز" على أنها مثالية للزراعة على نطاق صغير، لأنها كانت تقع على سهل فيضي شديد المستنقعات لا يصلح لأي زراعة تتطلب عربات أو آلات أخرى. وبناءً على ذلك، اقترحها مكانا يمكن للسجناء النموذجيين الانخراط فيه في العمل العقابي وتطوير مزرعة السجن. وقد بُنيت الهياكل الأولى في إصلاحية أونتاريو على ضفاف نهر إراموسا في عام 1909، واستقبلت المنشأة أول سجنائها في أبريل 1910. في الوقت نفسه، حُوّل موقع شهير آخر، وهو "ذا روك"، إلى محجر حيث يمكن استخراج مواد مثل الجير والصخور المسحوقة لاستخدامها في البناء في الإصلاحية.
أُغلقت إصلاحية أونتاريو في عام 2001، لكن الأرض ظلت ملكًا لحكومة أونتاريو حتى عام 2019.
هُجرت طاحونة هاريس للصوف في روكوود، التي شُيدت على ضفاف النهر عام 1867، في عام 1925. وأصبح المبنى معلمًا محليًا حتى أُغلق أمام الجمهور في عام 2007 لاعتباره غير آمن. لذلك أُجريت أعمال ترميم على الهيكل من قبل منطقة محمية روكوود وأُعيد فتحه في أغسطس 2011.
في عام 2016، تسببت عربات صهريج صناعية في تسرب آلاف من حبيبات البلاستيك الدقيقة إلى مصارف مياه الأمطار، مما أدى إلى تلويث نهر إراموسا. ونتيجة لذلك، أطلقت وزارة البيئة والمحافظة على الطبيعة والحدائق تحقيقًا وألزمت الشركة المسؤولة بتنظيف النهر.

## الجسور

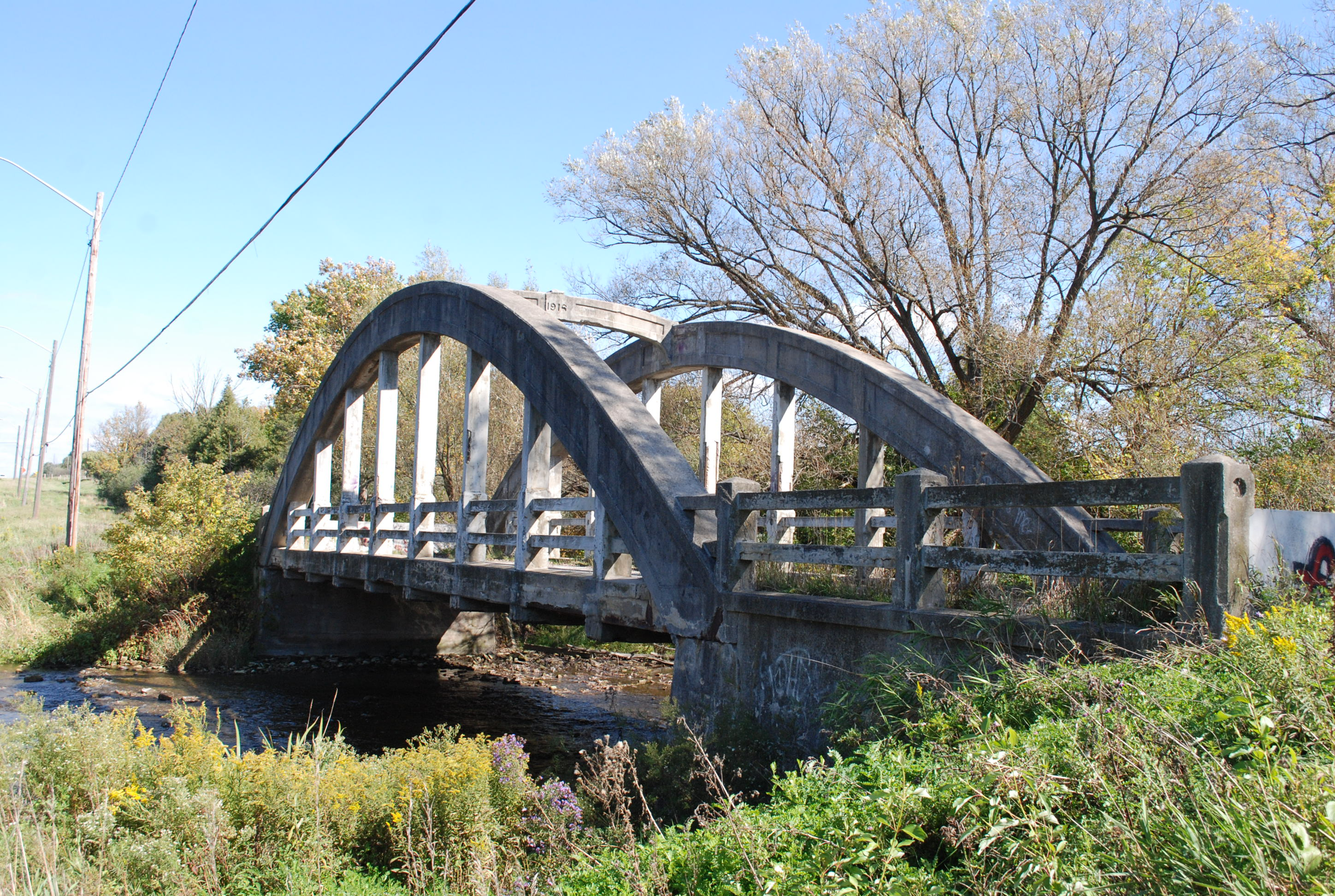
جسر ماكويلان

بُني عدد من الجسور لعبور نهر إراموسا. وعلى سبيل المثال، شيدت سكة حديد غويلف جانكشن جسرًا فوق النهر في عام 1888. بالإضافة إلى ذلك، شُيد جسر خرساني بثلاثة أقواس فوق النهر في عام 1910 باستخدام عمالة السجناء من إصلاحية أونتاريو.
شُيد جسر ماكويلان، وهو جسر جملوني مقوس خرساني، في عام 1916 ليحل محل جسر خشبي سابق. وصُنف جسرا تراثيا في أونتاريو عام 2004، ويقع على طول حدود البلدة بين غويلف وبوسلينش، أونتاريو. وأُغلق الجسر أمام الجمهور في يناير 2025، بعد ما وصفته مجموعات راكبي الدراجات والتراث بأنه 25 عامًا من الإهمال.
أُقيم الجسر الشبكي المغطى في 1 يونيو 1992 على يد 400 عضو من "نقابة إطار الخشب" (Timber (Framers Guild. وهو واحد من جسرين شبكيين فقط في أونتاريو.

## الهيدرولوجيا

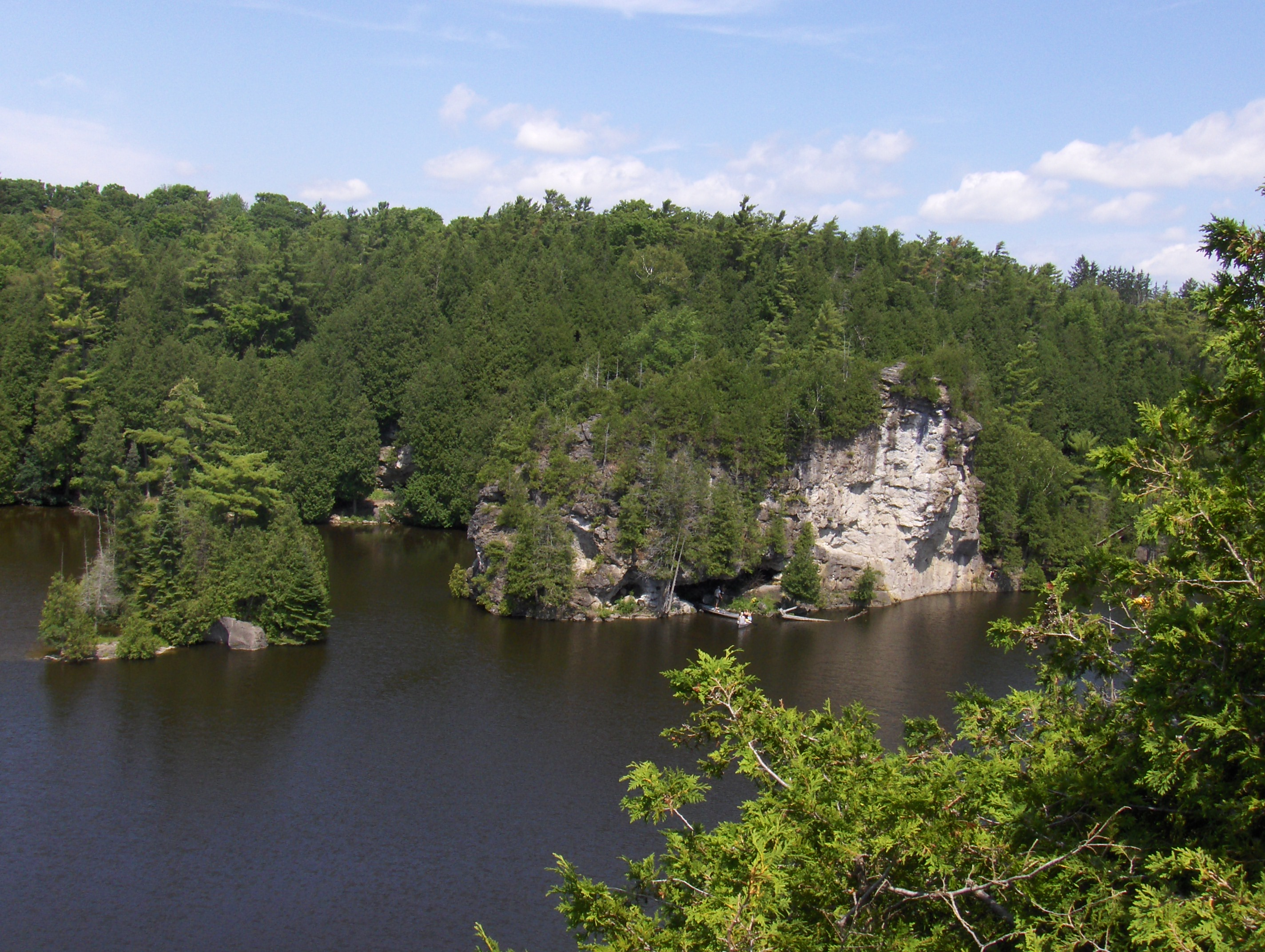
منحدرات جليدية في منطقة محمية روكوود

يتغذى نهر إراموسا من ينابيع مياه جوفية، ويسير على طول مسار ركام جليدي صخر أساس نحتته النشاطات الجليدية. علاوة على ذلك، فإن ضفاف النهر مستنقعية وغير صالحة للزراعة.
يتدفق نهر إراموسا عبر منطقة مغطاة بأكثر من 200 حفرة جليدية بالقرب من روكوود. ومن أبرز الأمثلة على ذلك "بئر الشيطان"، التي يبلغ عرضها 6.4 متر (21 قدم) عند القمة وعمقها 13.1 متر (43 قدم).

### التلوث
بالمقارنة مع المسطحات المائية الأخرى في مستجمع مياه نهر غراند، يحتوي نهر إراموسا على مستويات منخفضة جدًا من الفوسفور والنيتروجين والكلوريد. وبالرغم من أن جودة المياه في نهر إراموسا استثنائية بالقرب من منبعه، إلا أنها تصبح ملوثة أثناء مرورها عبر مدينة غويلف، نتيجة للنفايات الصناعية ومياه الأمطار غير المعالجة. ومع ذلك، يظل النهر نظيفًا بما يكفي لدرجة أن مدينة غويلف تسحب المياه منه لـمعالجتها واستخدامها كمياه شرب.

## البيئة
يوفر نهر إراموسا المياه للنظام البيئي المحلي وهو محاط في الغالب بـغابات الأراضي المنخفضة الشرقية للبحيرات العظمى. تشمل الأسماك التي تعيش في النهر لارج ماوث باس، وسمول ماوث باس، والكراكي، وسلمون قوس قزح.
تعتبر الأجزاء العليا غير المطورة من النهر ملجأً طبيعيًا لعدد من الأنواع المعرضة للخطر والمهددة بالانقراض. فعلى سبيل المثال، تعشش طيور بوبولينك وسنونو الحظائر في المنطقة، ولكنها مهددة في أماكن أخرى بسبب تدمير الموائل.

## الترفيه

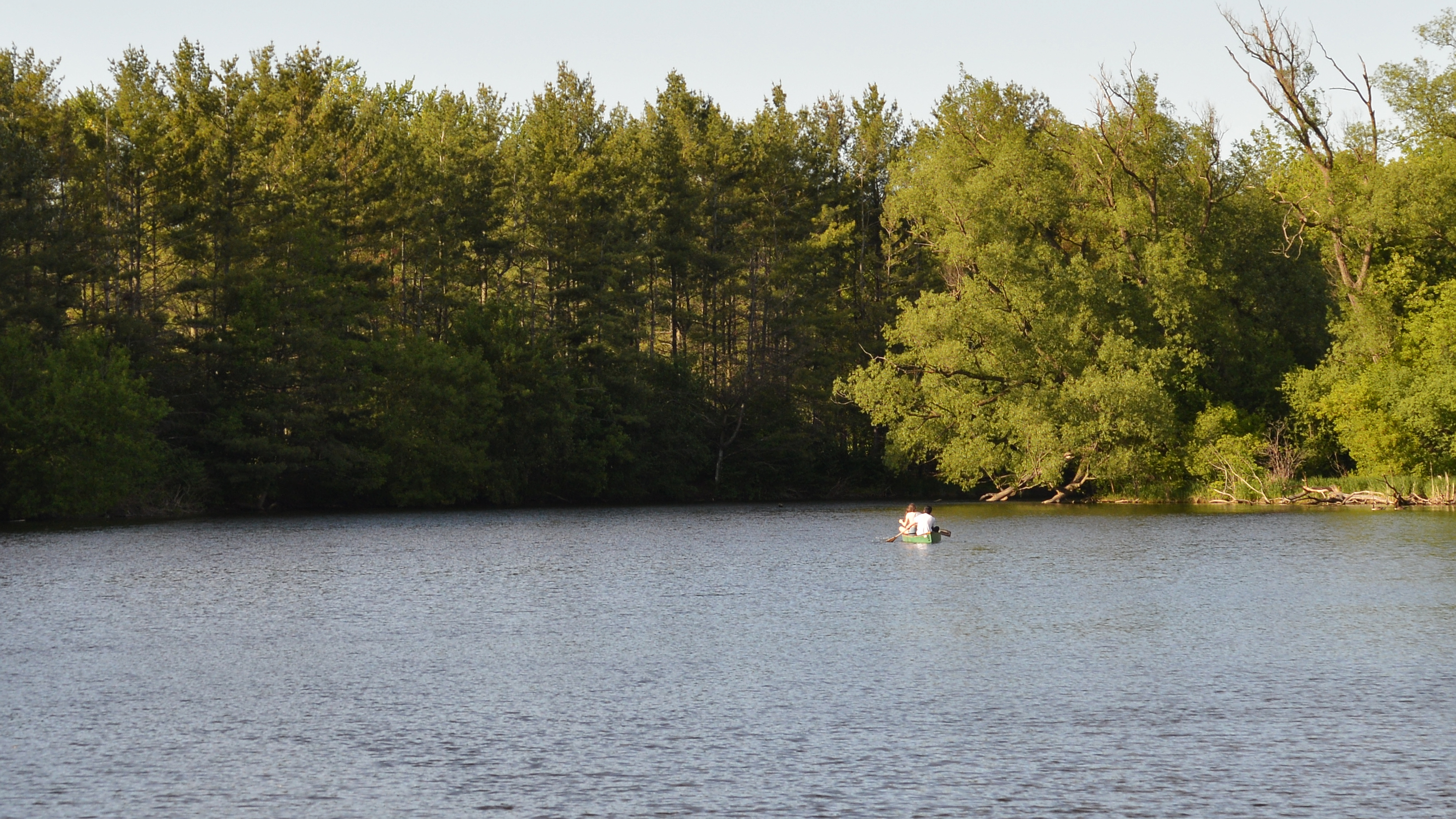
زوارق كانو على نهر إراموسا

يمتد ممشى نهر إراموسا في غويلف لمسافة 4.1 كيلومتر (2.5 ميل) وهو مفتوح على مدار العام. وهو جزء من شبكة ممرات بطول 20 كيلومتر (12 ميل) تتقاطع حول النهر.
يمكن ممارسة التخييم والسباحة واستكشاف الكهوف في منطقة محمية روكوود.
يعتبر ركوب القوارب والتجديف بـالكانو على نهر إراموسا نشاطًا شائعًا منذ القرن التاسع عشر، على الرغم من أن الأشجار الساقطة والصخور المكشوفة قد تشكل عقبات على طول مسار النهر. كما يمكن للصيادين صيد وطهي الأسماك من النهر حتى في الامتدادات الحضرية.